# 古幡亮
古幡 亮（ふるはた りょう、1997年11月8日 - ）は、日本の歌手、ダンサー、振付師、俳優。ダンスボーカルユニット「WATWING」のメンバー。長野県安曇野市出身。生まれは長野市。ホリプロ所属。

## 略歴
長野県豊科高等学校を卒業し、BIGBANGやS**t kingzに影響を受け、大学進学の際に上京。
2R-ulezというユニットで、ダンサー・振付師として活動。
2019年、大学4年生の時にホリプロ主催のStar Boys Auditionで圧倒的なダンススキルを披露し全員一致で合格、WATWINGのメンバーに選ばれる。

## 人物
- グループ最年長で、メンバーの福澤希空と共にグループのダンスリーダーである。ダンスとの出会いは、中学2年生の体育の選択科目[6]。
- 高校時代に中村屋主宰の大歌舞伎に出演し、お客さんの前でスポットライトを浴びて表現する感覚が好きに[7]なった。
- 結成当初はグループリーダー[8][9]とされていたが、2023年のインタビュー記事において本人が「WATWINGにはグループのリーダーはいない」と述べている[10]。グループリーダーでなくなった時期は明確ではないものの、のちにメンバーの八村倫太郎が「最初はリーダーになってもらっていたところがあった」「亮にばっかり責任持ってもらうと、俺等も気持ちの面で頼っちゃうところもあるから、『そういうのはやめよう』ってなって、どんどん変わっていった」と語っている[11]。
- グループの楽曲を含め、振付を手掛ける[12]。
- 趣味はダンス、海外旅行、料理[13]、フィルムカメラ[14]。愛用のフィルムカメラは、曾祖父の遺品の CANON AF35ML QD オートボーイスーパー[7][14]

## 出演

### 舞台
- アグレッシブ ダンス ステージ『DEAR BOYS』（2023年6月1日 - 6月18日、Mixalive TOKYO Theater Mixa）- Sixth Men 役 [15]
- 全員犯人、だけど被害者、しかも探偵（2025年4月23日 -  4月29日、博品館劇場）- 石和田 勘 役（ダブルキャスト）[16]

### 講師
- DANCE VOCAL WORKSHOP 特別講師（2022年3月26日、専門学校東京ビジュアルアーツオープンキャンパス）

## ディスコグラフィ
「WATWING#ディスコグラフィー」を参照

## 振付作品

### WATWING
- Shooting Star (2020年）[13]
- With you (2021年）[13]
- Spark!! (2021年)[13]
- HERO (2021年) [13]
- WATW“ing“ (2022年）[13]
- WAIT A MINUTE! (2022年)(ASUPI (Rht.)と共同制作) [13]
- WINGS (2022年）[13]
- Falling for You (2023年) (メンバーの福澤希空と共同制作）[13]
- Calling (2023年)[13]
- I don't care (2023年) (メンバーの福澤希空と共同制作）[5]
- Firebird（2024年）[17]
- YO MA SUNSHINE（2024年） (KAZtheFIRE (Dr.SWAG,Rht.)と共同制作) [18]
- DANCE NOW（2024年） (SHUNSUKE TAKAIと共同制作)[19]
- Emergency（2024年） (Rena（Rht.）と共同制作)[20]
- Let Me Kiss U（2024年）[21]
- Get out the way (2024年） (KAZtheFIRE (Rht.)と共同制作)[22]
- 365（2024年）（メンバーの福澤希空と共同制作）[23]

### 杉本琢弥（BLACK IRIS)
- Madness (2024年）[24]